# Pius Riana Prapdi
Pius Riana Prapdi (Painiai, 5 de maio de 1967) - sacerdote católico indonésio, bispo diocesano de Ketapang desde 2012.
Foi ordenado sacerdote em 8 de julho de 1995 e incardinado na Arquidiocese de Semarang. Ele foi, entre outros, diretor do centro educativo, diretor diocesano da Caritas e vigário geral da arquidiocese (em 2009-2010 foi seu administrador).
Em 25 de junho de 2012, o Papa Bento XVI o nomeou bispo diocesano de Ketapang. Em 9 de setembro de 2012, foi ordenado bispo por Dom Blasius Pujorahary.